# Castro de Coaña
El castro de Coaña, Castrillon, Castelón de Villacondide o simplemente Castilón es un castro situado en la parroquia de Villacondide, Coaña (Asturias, España). Fue el primer castro estudiado y actualmente es un Monumento Histórico Artístico, contando desde 1993 con un Aula Didáctica.
El castro data del comienzo del siglo IV a. C., o antes, durante la Edad del Hierro y con posible habitación hasta el siglo I, mucho después de la conquista romana, e incluso después. Fue excavado en 1877 por José María Flórez y tras la Guerra Civil se realizarían diversas intervenciones llevadas a cabo por Antonio García y Bellido y Juan Uría Ríu, quienes contribuirían notablemente a la elaboración del paradigma céltico asociado a los pueblos del norte peninsular, aunque las evidencias, viviendas circulares en vez de rectangulares o enterramientos sin el uso de urnas de cenizas, hacen que la cultura castreña no tenga una relación directa con los celtas.

## Estructura
El sistema defensivo del castro está compuesto por una muralla, un terraplén y pasillo de guardia así como varios torreones de diversas plantas. En su interior se diferencian dos espacios claramente: el recinto superior, que se cree que servía para guardar el ganado y carente casi de edificaciones; y el Barrio Norte, poblado con unas 80 cabañas con otra muralla perimetral más pequeña, situado debajo. A partir de este número se calcula que llegaron a vivir en él entre 1500 y 2000 personas.
La estructura de las edificaciones es la típica que se encuentra en esta zona: planta circular y con porche y construida con pizarra y barro, con tejado vegetal o, muy raramente, de pizarra. Otros edificios son ovalados o rectangulares con esquinas redondeadas y tienen tabiques. Las calles están enlosadas y tienen un sistema de desagüe.

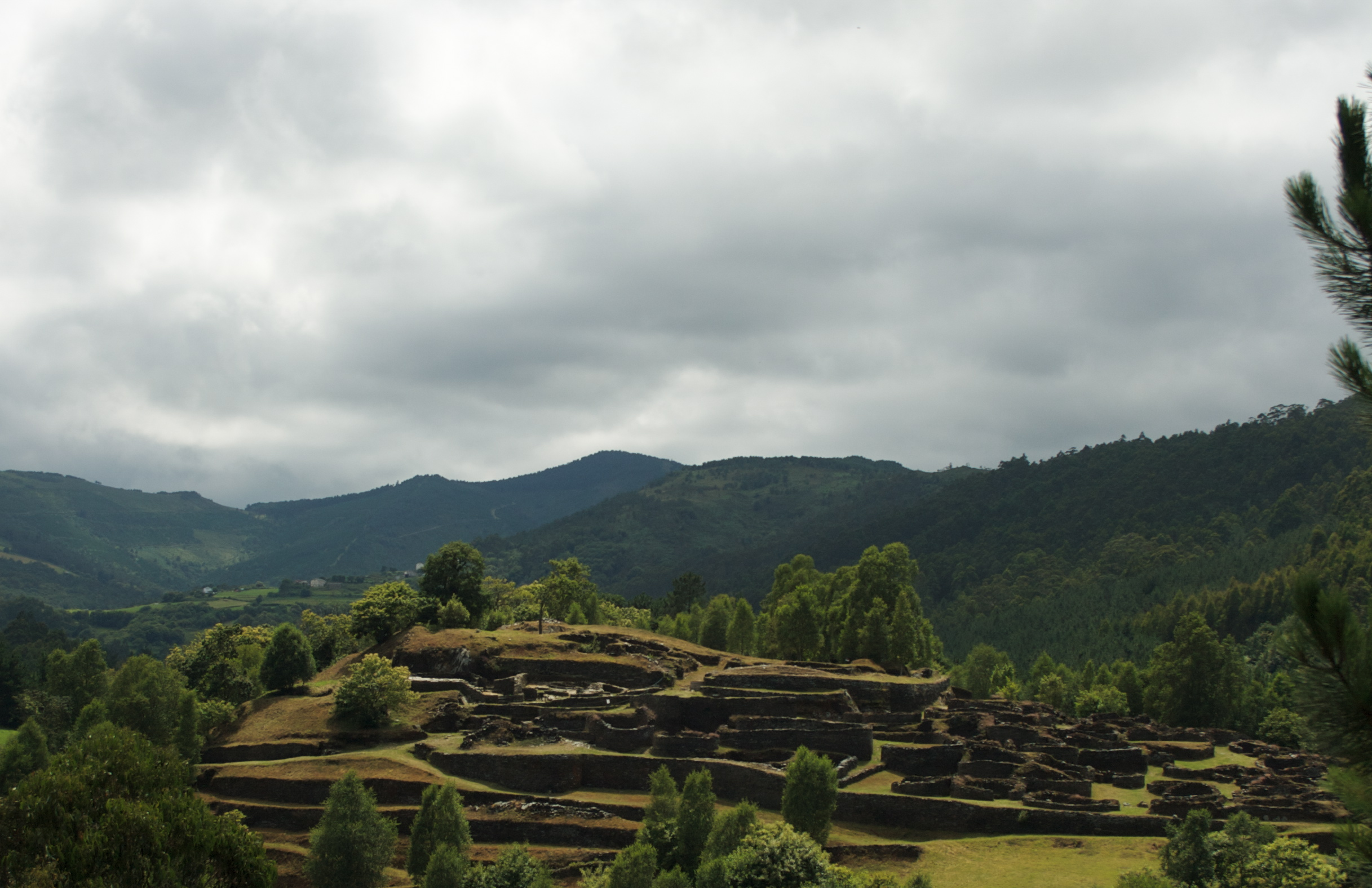
Vista panorámica

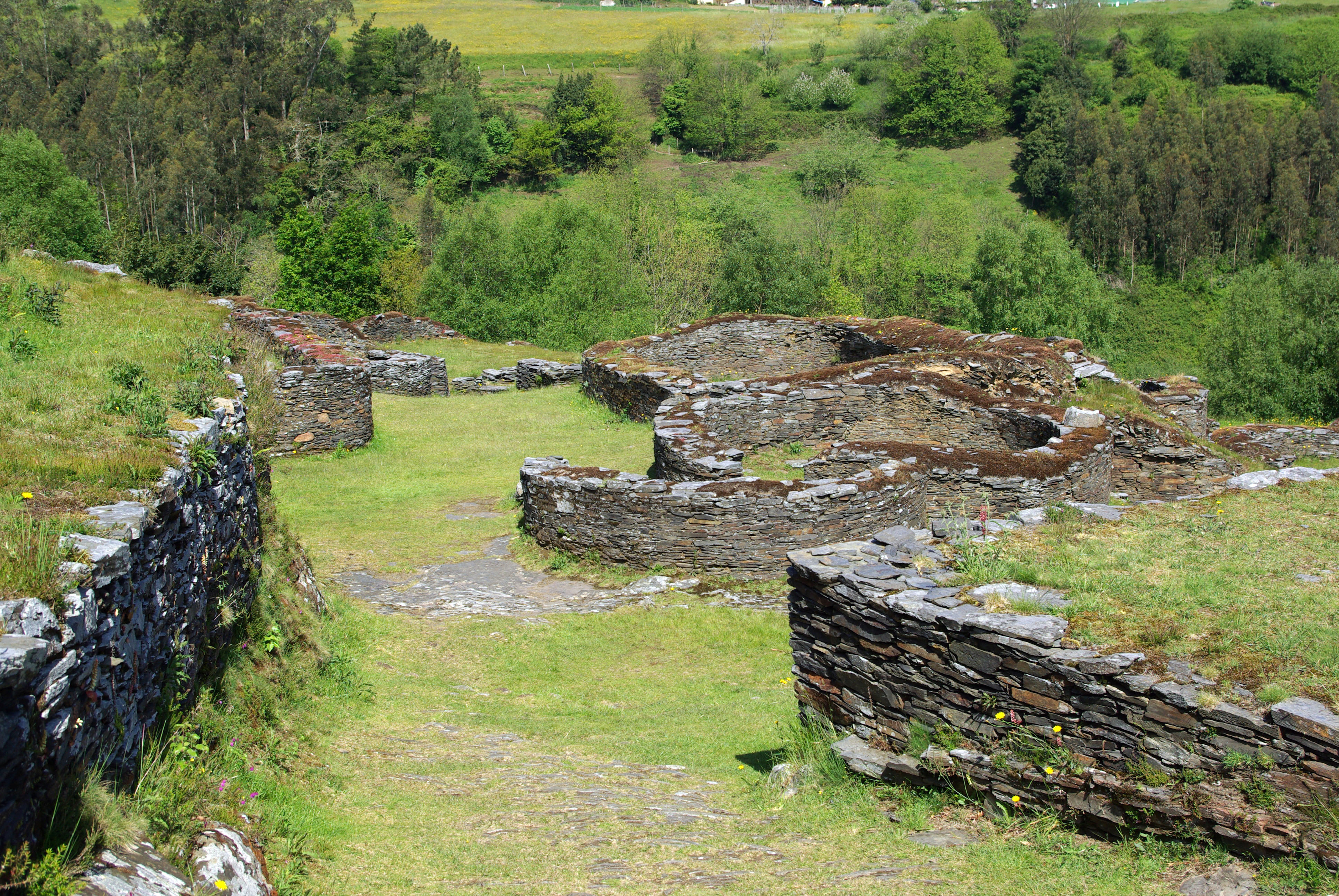
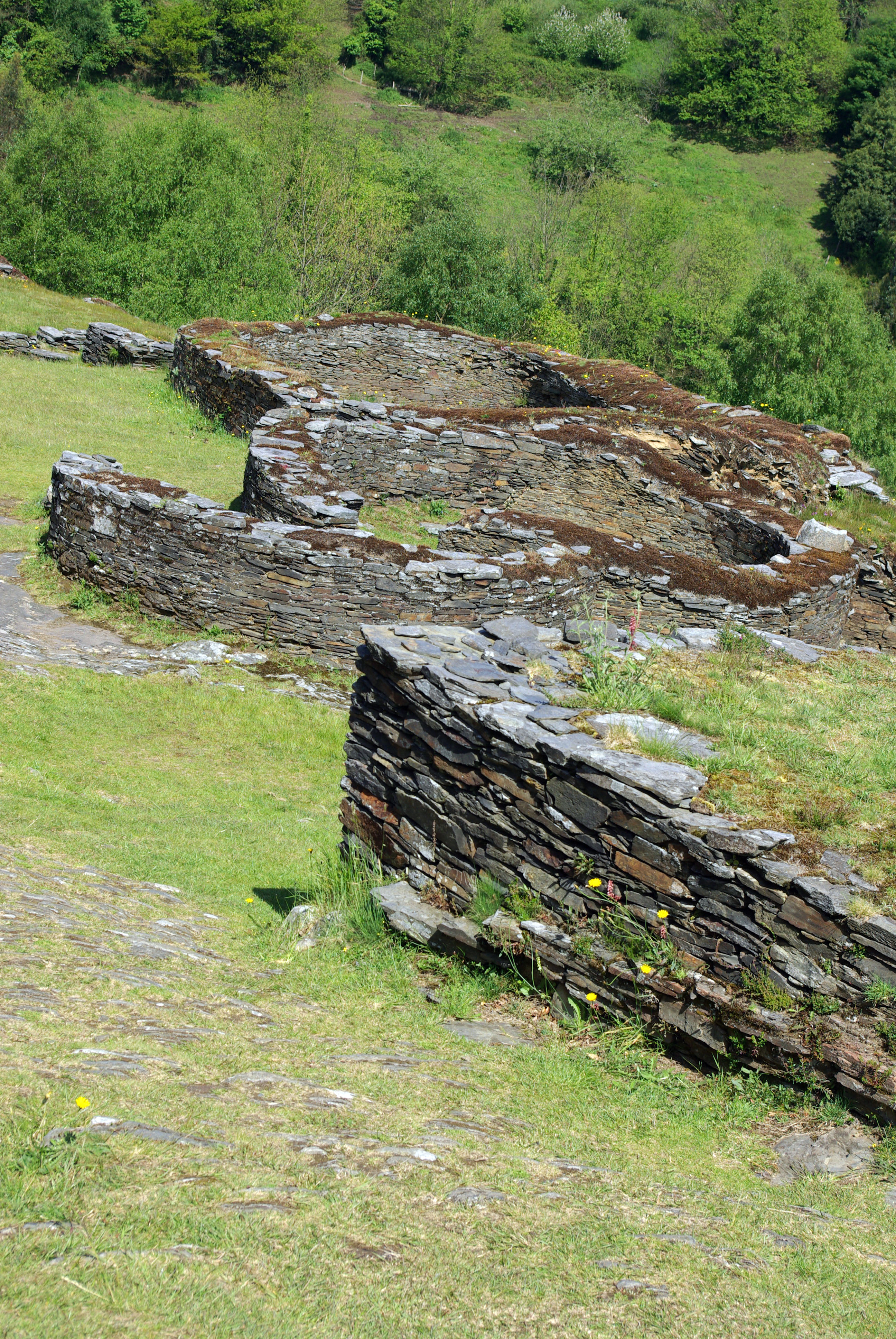
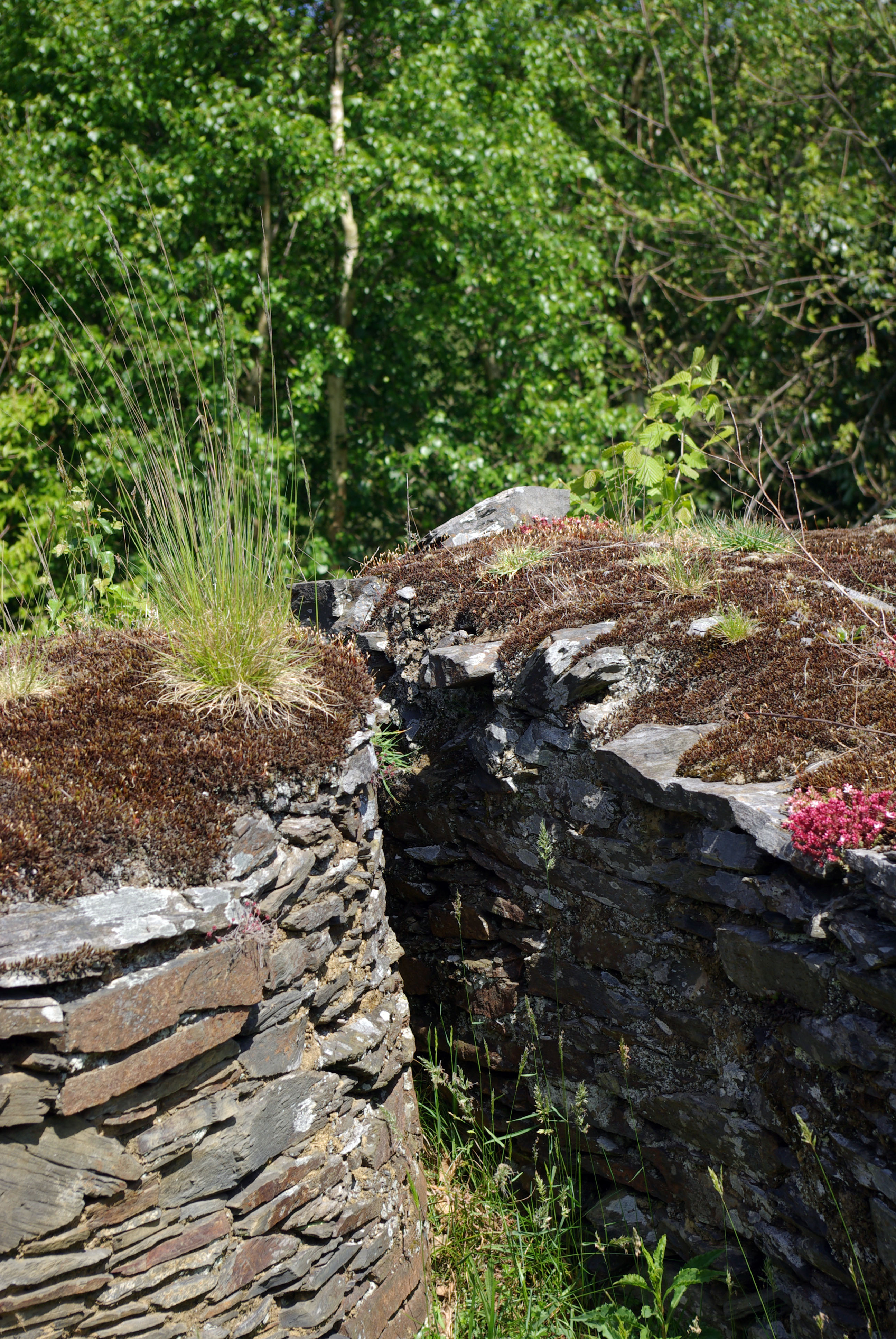
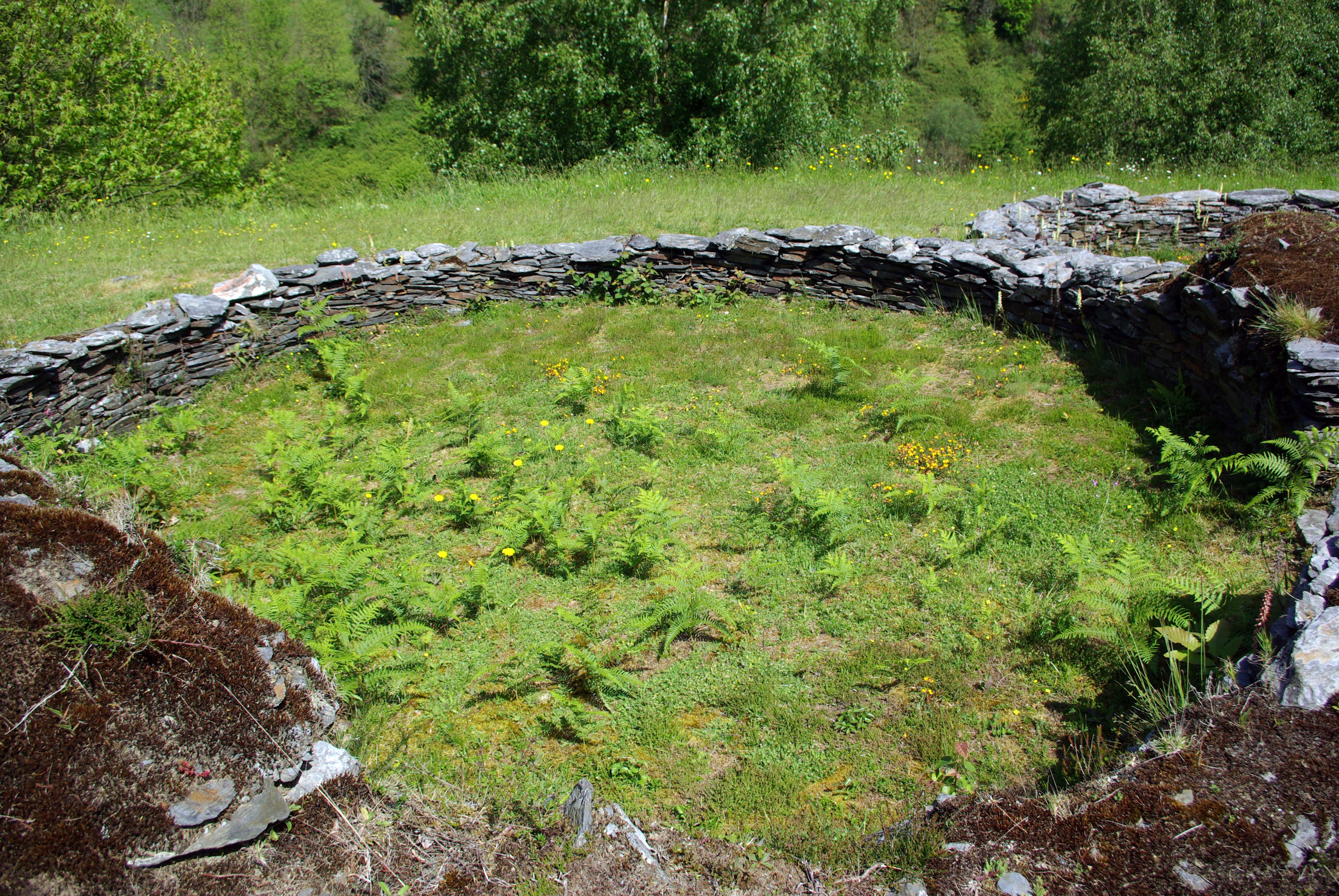
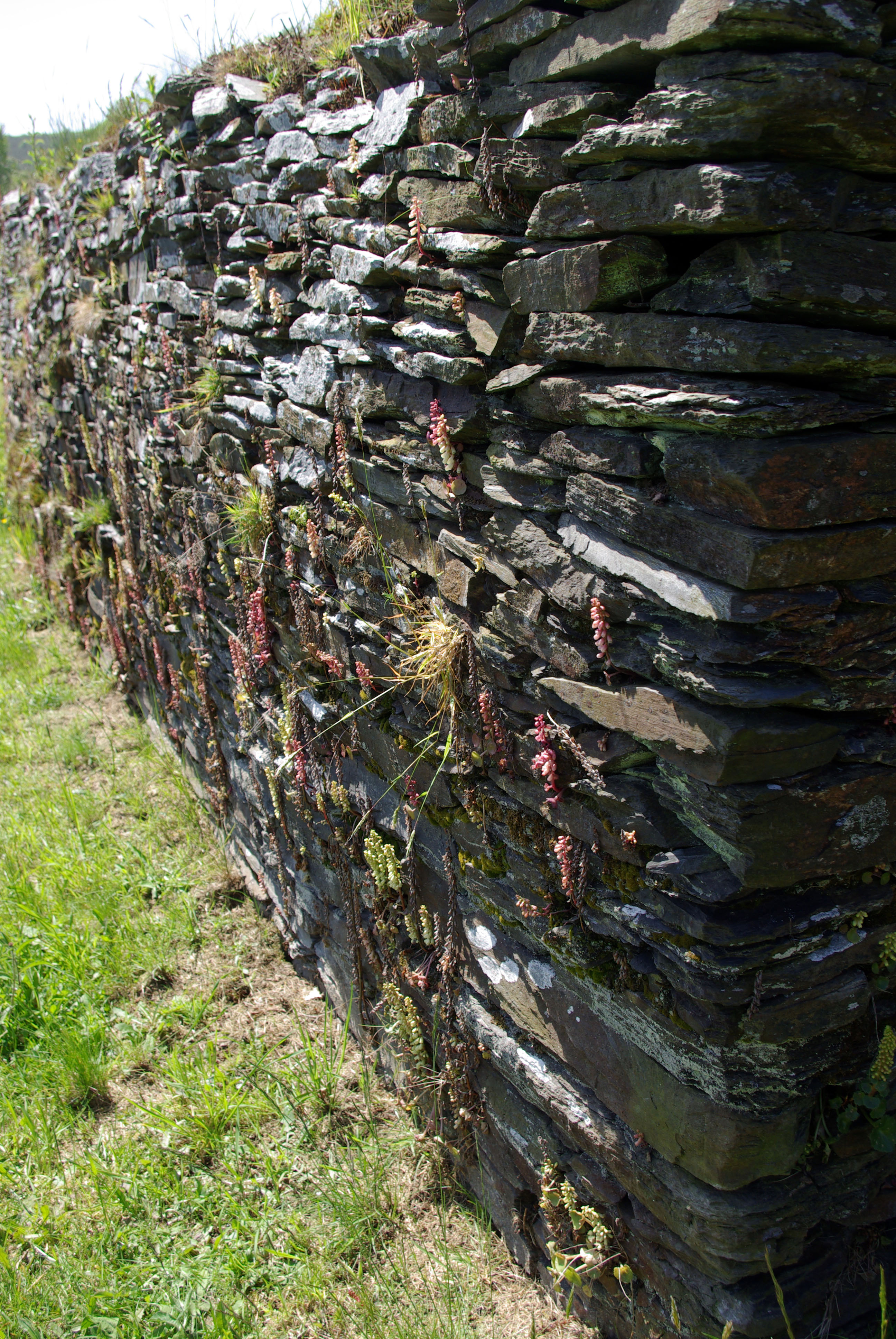
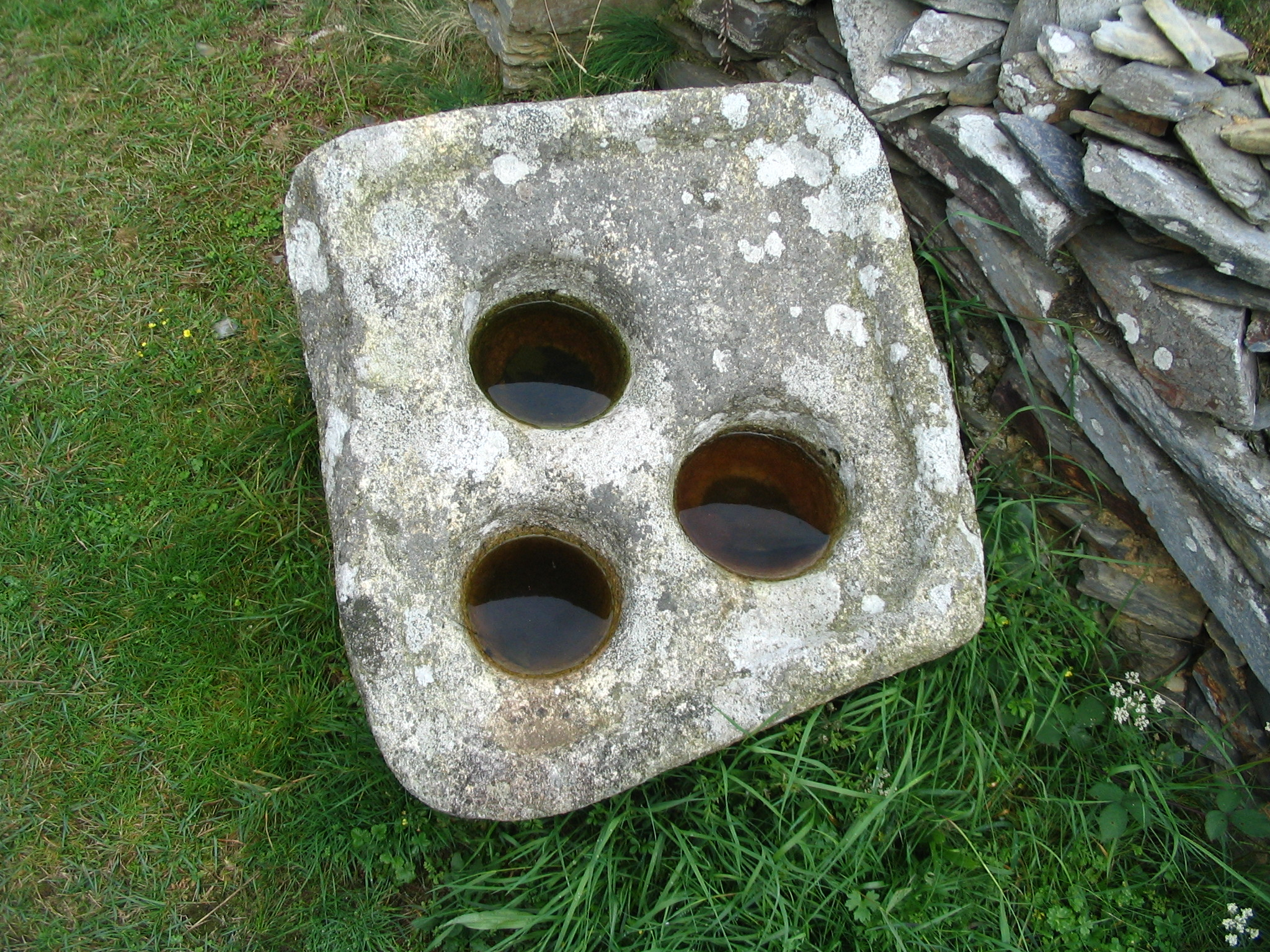

Edificio singular es El Torreón, una atalaya desde la que se supone se realizaban labores de vigilancia dentro del recinto superior.
En una pequeña terraza, sobre el camino de acceso, existen dos construcciones (que en realidad se sucedieron en el tiempo) que se  caracterizan por haber tenido alguna de sus cámaras cubiertas por una falsa bóveda, suelo enlosado con canalizaciones y una gran pieza monolítica de granito en forma de bañera. Estas edificaciones se interpretaron en tiempos con hornos crematorios aunque posteriormente se aceptó como más probable que fuesen termas.

## Piedra de Nuestra Señora
Cerca del castro se conserva una estela discoidea con un metro y medio de altura y cuyo disco tiene un diámetro de un metro. La cara anterior es rugosa y parece desgastada mientras que la posterior tiene una forma ligeramente cóncava. Algunos han intentado establecer una relación con el castro cercano, otros hablan de una representación de una divinización pagana del sol. Con la llegada del cristianismo a la región en el siglo V su carácter divino fue asimilado y comenzó a llamársele la Piedra de Nuestra Señora.